# 内頸動脈海綿静脈洞瘻
内頸動脈海綿静脈洞瘻(ないけいどうみゃくかいめんじょうみゃくどうろう、英: Carotid-cavernous fistula)とは、脳の海綿静脈洞とその中を通る内頸動脈との間に動静脈瘻ができた病態。
静脈洞内に動脈血が直接流入するため静脈洞内圧が上昇し、眼静脈などに逆流が起こる。

## 症状
拍動性の眼球突出、眼球結膜の浮腫・充血、視力低下、複視、拍動性の血管雑音・耳鳴など。顔面痛をきたすこともある。

## 分類
外傷性と非外傷性に分類される。外傷性は頭部外傷、特に頭蓋底骨折により生じるものが多い。非外傷性は硬膜動静脈瘻によるもの（約70%）と、海綿静脈洞部の脳動脈瘤破裂によるもの（約30%）がある。
また、Barrowらは動静脈瘻の位置によりtype 1～4に分類した。

## 治療
血管内治療による瘻閉鎖が第一選択であるが、硬膜動静脈瘻によるものは約30%で自然治癒がみられる。また、ガンマナイフが有用な場合がある。